# Bertrand Dard
Pour les articles homonymes, voir Dard.
Bertrand Dard, né en 1948, est un écrivain français.

## Œuvres
- Statue de la Liberté, le livre du centenaire (1985) - prix Broquette-Gonin